# 陈曼龄

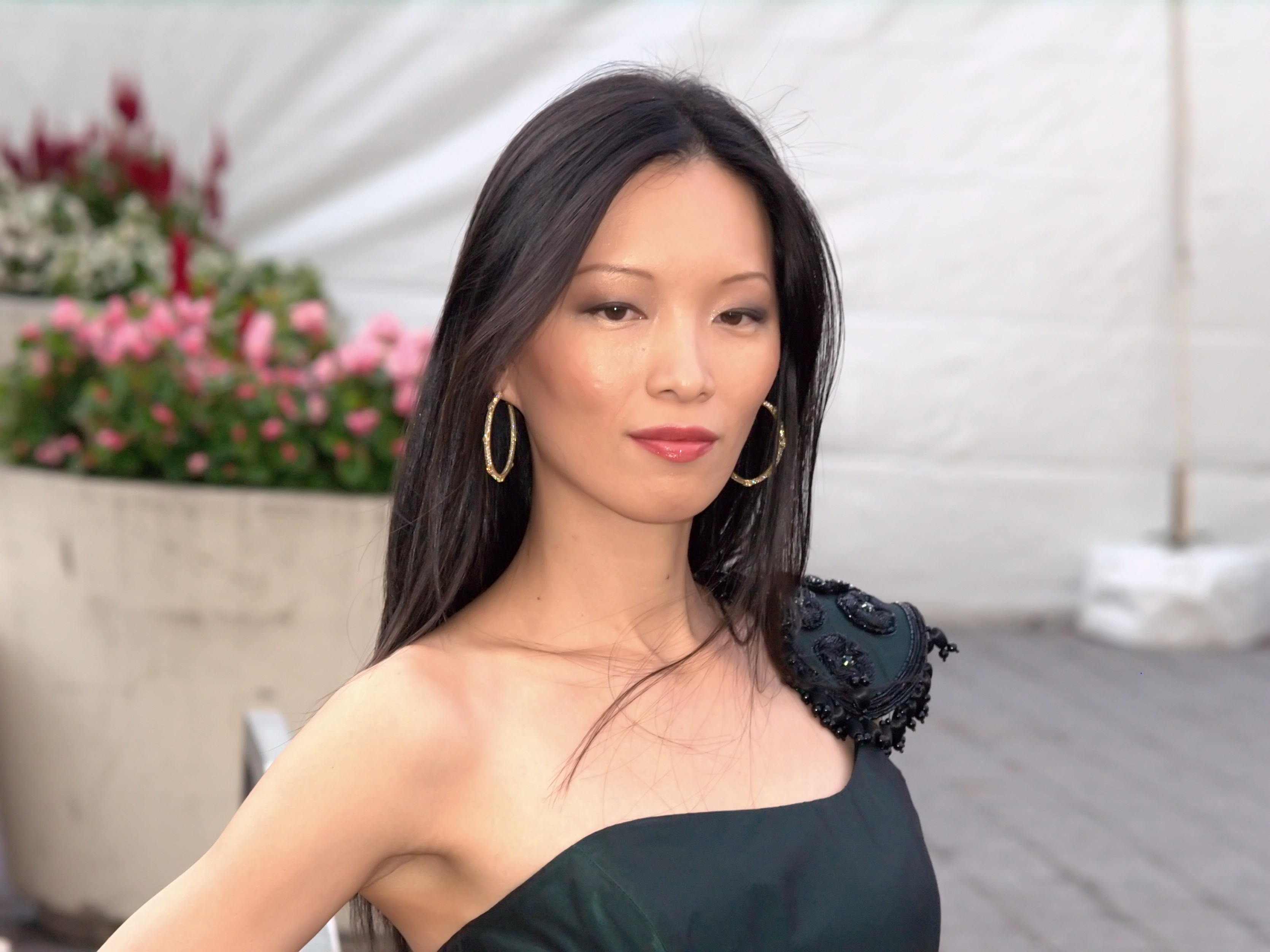
2009年的陈曼龄

陈曼龄 (英語：Tan Mang Ling, 1974年10月9日—)是一位马来西亚华人模特儿。

## 生平
1974年出生于马来西亚吉隆坡，在当地的中文学校读书，1994年11月她的第一次走秀是冼书瀛的1995年春夏季服装秀。她曾经在纽约，伦敦，米兰，罗马和巴黎的数百场演出中出现过。根据时装模特目录，光是1997年秋季/1998年冬季和1998年春/夏季，她就参与了30多场时尚演出。1996年登上维多利亚的秘密时尚秀，也成为了第一位走上维密舞台的亚洲超模。

## 家庭
父亲是出租车司机，母亲是裁缝，有个妹妹也是模特儿。